# Сорокопенська сільська рада
Сорокопенська сільська рада — колишня адміністративно-територіальна одиниця та орган місцевого самоврядування у Словечанському районі Коростенської і Волинської округ, Київської та Житомирської областей Української РСР з адміністративним центром у селі Сорокопень.

## Населені пункти
Сільській раді на час ліквідації були підпорядковані населені пункти:
- с. Іллімка;
- с. Сорокопень.

## Населення
Кількість населення ради, станом на 1923 рік, становила 787 осіб, кількість дворів — 152.

## Історія та адміністративний устрій
Створена 1923 року в складі сіл Паршева (згодом — Іллімка) та Сорокопень Покалівської волості Овруцького повіту Волинської губернії. 7 березня 1923 року увійшла до складу новоствореного Словечанського району Коростенської округи. Станом на 17 грудня 1926 року в підпорядкуванні ради значився х. Заруддє, який, на 1 жовтня 1941 року не перебував на обліку населених пунктів.
Станом на 1 вересня 1946 року сільська рада входила до складу Словечанського району Житомирської області, на обліку в раді перебували села Іллімка та Сорокопень.
Ліквідована 11 серпня 1954 року, відповідно до указу Президії Верховної ради Української РСР «Про укрупнення сільських рад по Житомирській області», територію та населені пункти ради приєднано до складу Нововелідницької сільської ради Словечанського району.